# After Dark (Bildschirmschoner)
After Dark war die weltweit erste kommerzielle und zugleich die erfolgreichste Serie von Bildschirmschonern, die ab 1989 von Berkeley Systems, Inc. ursprünglich für Macintosh-Computer von Apple entwickelt wurde. Später gab es auch Versionen für Windows-Systeme sowie zahlreiche Nachahmerprodukte. After Dark gehört zu den bekanntesten und einflussreichsten Bildschirmschonern. Kultstatus errang das Modul Flying Toasters („Fliegende Toaster“), zu dem auch ein Handyspiel existiert. Es erschienen weitere Spiele unter dem Namen After Dark Games; außerdem wurde das Buch Art of Darkness von Erfert Fenton von dem Programm inspiriert. Die offene Modultechnik gestattete anderen Herstellern, eigene Bildschirmschoner zu integrieren.
Vertrieben wird die Software von Sierra Attractions, in Deutschland von Vivendi Games Deutschland. Die Mac-OS-X-Version wurde an das japanische Unternehmen Infinisys lizenziert.

## Versionen
- 1989: After Dark Classic (Mac OS)
- 1991: More After Dark: 25 zusätzliche Module teils für 256-Farbmodus, Virenscanner, sowie das Spiel Lunatic Fringe
- Before Dark
- 1992: After Dark 2.0: 30 Module + 5 Multi-Mode-Module
- 1993: Star Trek – The Screen Saver
- 1993: The Disney Collection Screen Saver
- 1993: The Simpsons Screen Saver (PC und Mac OS)
- 1993: Marvel Comics Screen Posters
- 1993: Totally Twisted – After Dark Screen Saver: 13 ungewöhnliche Module mit Passwortschutz (z. B. fliegende Toiletten)
- 1994: Star Trek: The Next Generation Screen Saver
- 1994: After Dark 3.0: Diashow, 28 Module und 3 Multi-Mode-Module
- 1995: After Dark 3.2: Monitor-Energy-Saver-Code von Apple
- 1999: After Dark 4.0: 20 Module (3D), Musik (ab Windows 95, System 7.1)
- 2000: After Dark Deluxe: über 85 Module
- After Dark 10th Anniversary Edition
- After Dark Midnight Collection: 14 Module
- 2003: After Dark X (Mac OS X)
- 2013: Flying Toasters Screensaver (Mac OS X)

## Dateiendungen
- *.AD – After-Dark-Datei (DLL)
- *.ADM – After Dark Multi-Module
- *.ADR – After Dark Randomizer (Zufallsmodus)

## Bekannte Module
- Flying Toasters – Fliegende Chrom-Toaster und Toastscheiben
- Starry Night – Sternenfeld über Wolkenkratzer
- Warp – Drehendes Sternenfeld
- Fish – Aquarium
- Mowing Man – Rasenmähermann
- Mandelbrot-Fraktale

## Einflüsse
Einzelne Elemente, insbesondere die fliegenden Toaster, wurden in verschiedene Medien übertragen, so in Fernsehserien wie Die Simpsons, Futurama, Rugrats und Beverly Hills 90210.

## Rechtsstreite
Im Zusammenhang mit den fliegenden Toastern wurden zwei Rechtsfälle bekannt: 1993 klagte der Hersteller gegen das kanadische Unternehmen Delrina, das dieses geschützte Modul verwendet hatte (und es später änderte). 1994 wurde Berkeley Systems von der Band Jefferson Airplane vorgeworfen, sie habe dies vom Albumcover Thirty Seconds Over Winterland übernommen. Diese Klage wurde jedoch abgewiesen, da das Cover nicht geschützt war.